# St-Lazare (Avallon)

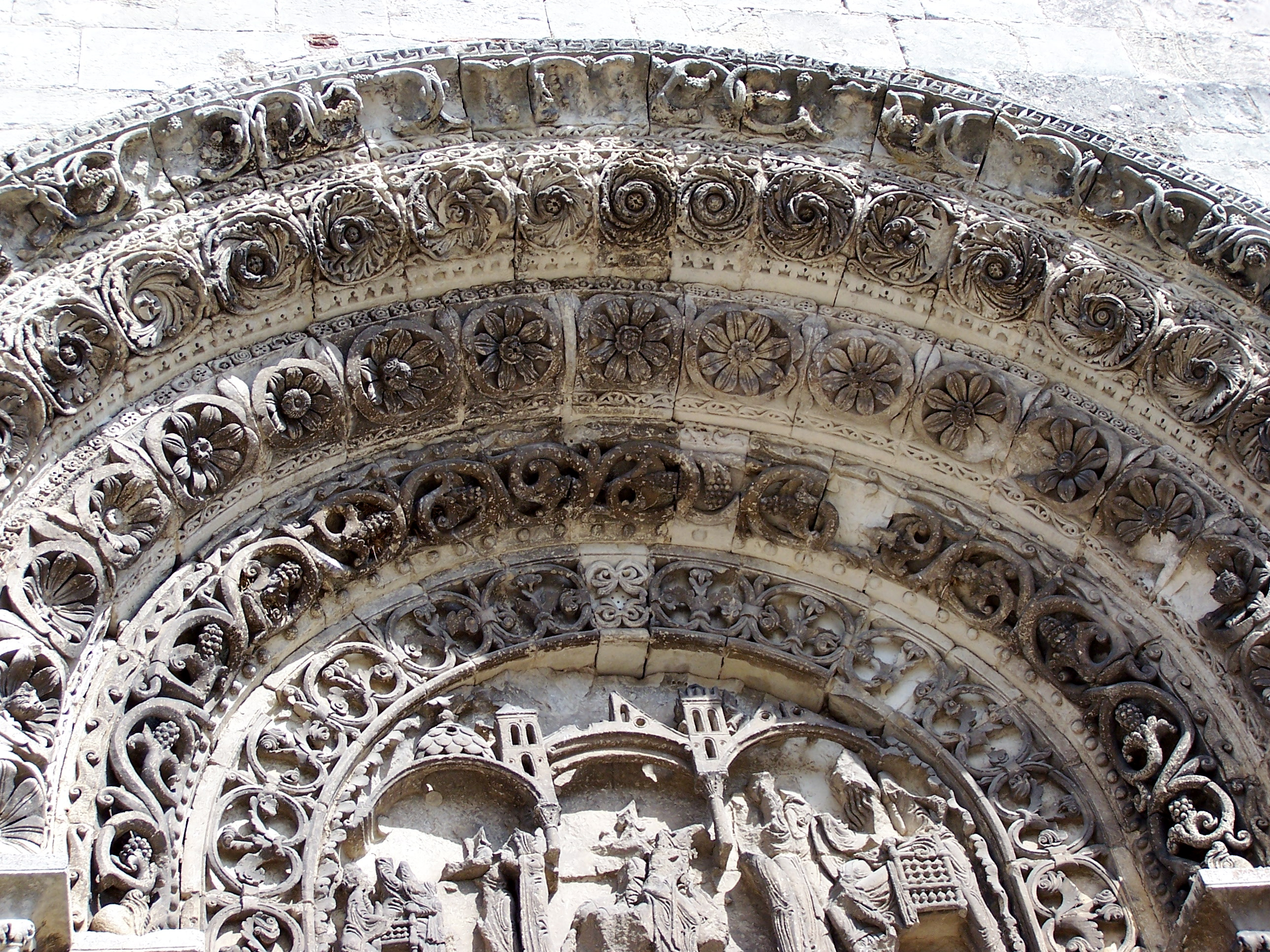
Rechtes Portal der Stiftskirche St. Lazare in Avallon, Tympanon

St. Lazare ist eine ehemalige Stiftskirche in der französischen Stadt Avallon im Département Yonne (Region Bourgogne-Franche-Comté). Sie ist eine der spätesten romanischen Kirchen in Burgund.

## Geschichte
Herzog Henri von Burgund hatte im Jahr 1000 oder nur wenig später aus den in Autun aufbewahrten Reliquien des Hl. Lazarus den Schädel und andere Reliquien des Heiligen an Avallon weitergegeben. Auch dort entwickelte sich bald eine rege Wallfahrt, durch die Stadt und die bald erbaute Kirche profitierten. Das Kirchenpatrozinium ging denn auch von der Muttergottes im Laufe der Zeit auf den biblischen Heiligen Lazarus über.
1077 kam die Gemeinde unter die Herrschaft der Abtei Cluny. Für 1106 ist eine Weihe durch Papst Paschalis II. überliefert, wahrscheinlich betraf sie aber nur den Chorneubau. 1116 wurde die Kirche an den Bischof von Autun zurückgegeben. 1633 stürzte der Nordturm ein und zerschmetterte das Nordportal. Bald nachdem Viollet-le-Duc Ste-Marie-Madeleine in Vezelay restauriert hatte, renovierte man 1859 auch St. Lazare, vor allem die Apsis.

## Architektur

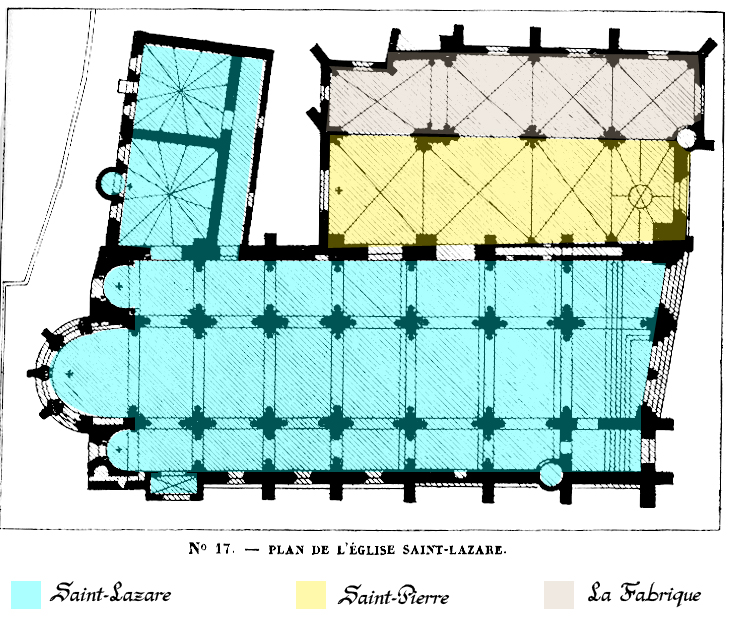
Grundriss (gewestet)

Das Langhaus der dreischiffigen Basilika (Bautyp) fällt, bedingt durch die Neigung des Geländes, nach Osten um fast drei Meter ab. Das Querhaus reicht nicht über die Seitenschiffe hinaus. Die Gestalt des Schiffes steht in unmittelbarer Nachfolge von Sainte-Marie-Madeleine in Vézelay, die ab 1130 mit ebenfalls spitzbogigen Langhausarkaden errichtet wurde. Gurtbögen trennen die Kreuzgratgewölbe über den fünf Jochen. Die Krypta unter dem Chor geht noch auf das 10. Jahrhundert zurück. Die Apsiden sind ummantelt und zeigen nur im Inneren ihre halbrunde Form. Die Westfassade mit der ehemals dreifachen Portalanlage entstand nach der Mitte des 12. Jahrhunderts. Zu ihr gehörte eine Vorhalle wie in Vezelay.

### Westfassade
Von der ursprünglichen, nach der Mitte des 12. Jahrhunderts errichteten Dreiportalanlage ist der linke Eingang durch den Einsturz eines Turms und eine wohl wie in Vezelay vorhanden gewesene Vorhalle verschwunden. Die seltsame Schrägstellung der Fassade könnte mit einer Umplanung des gesamten, unvollendeten Bauvorhabens zusammenhängen, ist aber bislang nicht schlüssig erklärt.

### Bauskulptur

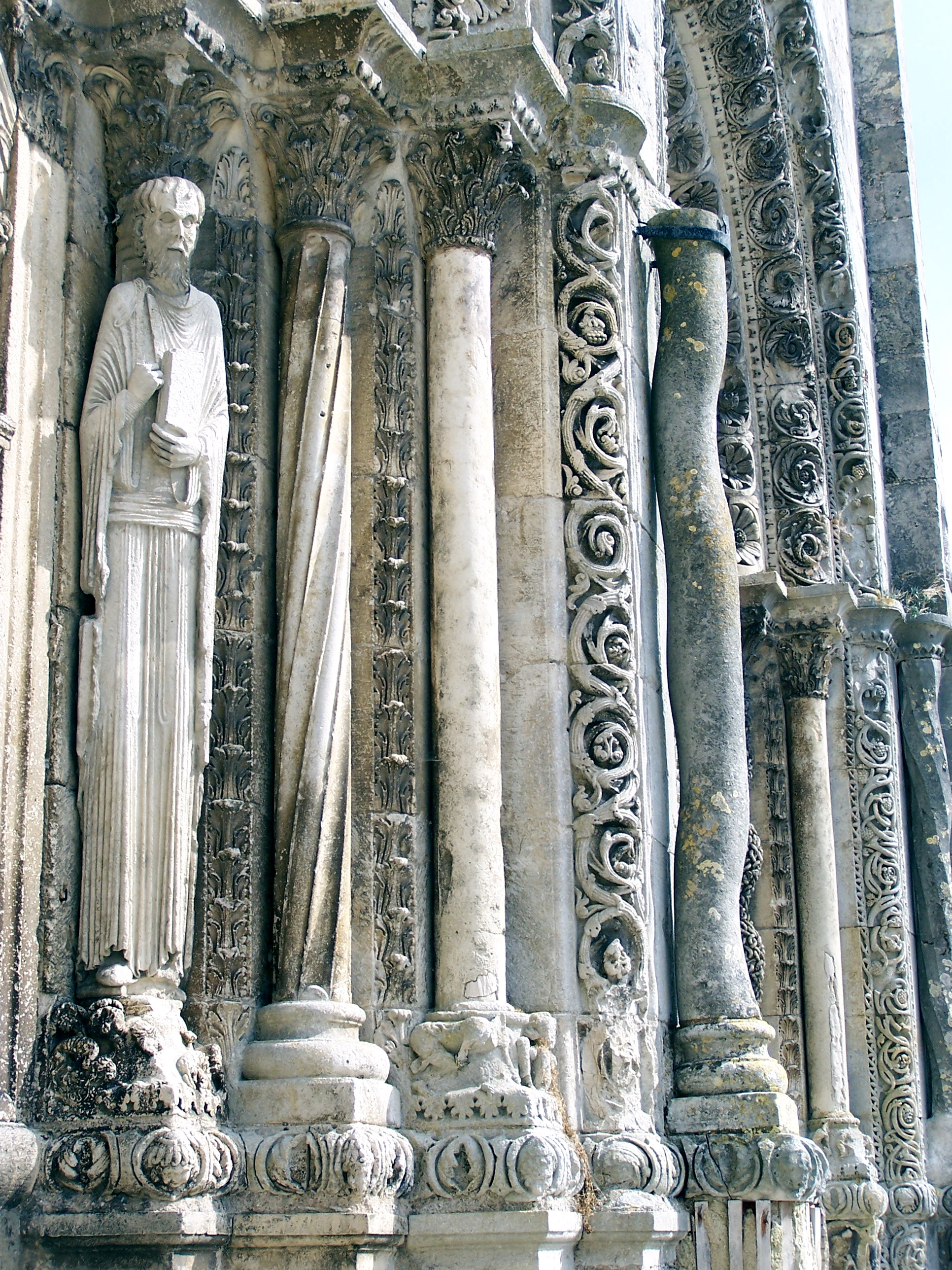
Prophet, Gewändefigur vom Mittelportal

Am Mittelportal sind der Türsturz mit der Darstellung des Gastmahls von Bethanien mit Lazarus und der Kreuzigung sowie das Tympanon mit einem Relief des Christus in der Mandorla verschwunden. Seine Bögen wurden im 17. Jahrhundert erneuert. In den Archivolten sind figürliche Reste von Engeln, der 24 Ältesten, von Monatsdarstellungen und Tierkreiszeichen zu erkennen.
In den Gewänden des Stufenportals hat nur eine, allerdings gut erhaltene Prophetenfigur die protestantischen Bilderstürme von 1562 und der Revolutionszeit  überstanden.
Ihre Verwandtschaft mit dem Figurenstil des Königsportals der Kathedrale von Chartres  (um 1145/50) ist nicht zu übersehen: die gleiche überschlanke, säulenhafte Gestalt mit dem individuell gemeißelten Kopf, mit den eng anliegenden Gewändern und den typischen feinen Parallelfalten. Das ist nicht mehr die starke Bewegungsgestik des Meisters von Cluny in Vézelay. Während die Figur hier sich an den neuen, in der Île-de-France entwickelten Stilformen am Übergang zur Gotik orientiert, ist die schmuckhaft reiche, ornamentale und florale Dekoration der Säulenschäfte und anderer Architekturglieder der Portale noch ganz der lokalen Spätromanik verpflichtet (vgl. Narthex der Abtei Charlieu).
So gilt St. Lazare als eine der letzten romanischen Kirchen in Burgund.
Das heute vermauerte rechte Nebenportal enthält stark fragmentierte Reliefteile, im Tympanon die Darstellung der Heiligen Drei Könige, der Sturz die Auferstehung und Christi Abstieg zur Vorhölle.
Besser erhalten sind an beiden Portalen die Engel und 24 Ältesten in den Archivolten und die antikisierenden Ornamente an den Gewänden der Stufenportale mit ihren fantasievollen, abwechslungsreichen Mustern.

## Ausstattung
Im südlichen Seitenschiff sind aufgestellt: Eine steinerne Skulptur des Hl. Michael als Drachentöter aus dem 14., eine Gruppe „Anna lehrt ihre Tochter Maria lesen“ und eine Kreuzigung mit Nebenfiguren aus dem 15./16., sowie weitere farbig gefasste Statuen aus dem 15. bis 17. Jahrhundert. Die Kapelle auf der Südseite des Chors wurde im frühen 18. Jahrhundert mit illusionistischen Malereien, die Marmorreliefs nachahmen, ausgestattet.
Die Orgelempore im Westen soll noch aus dem 15. Jahrhundert stammen, enthält aber im Wesentlichen Erweiterungen aus der Restaurierung des 19. Jahrhunderts.

## Église St. Pierre
Unmittelbar an das Südseitenschiff schließt das Schiff der alten Kirche St. Pierre an, das heute als Ausstellungsraum genutzt wird.